# Гетьман Кирило Андрійович
Кирило Андрійович Гетьман (1903—1937) — український театральний діяч, директор театру імені Івана Франка (з 1936).

## Життєпис
Народився 1903 року в селі Верхівня (Житомирщина). У 1930-1934 роках працював у Народному комісаріяті просвіти УСРР. Пізніше жив в Одесі. Після переїзду до Києва став директором театру імені Івана Франка. Заарештований 20 жовтня 1937 року. На допитах підписав зізнання у вербуванні осіб до роботи у «контрреволюційній націоналістичній організації», до якої нібито входив.
Розстріляний 22 грудня 1937 року, похований у братській могилі в Биківнянському лісі (див. Биківнянські могили) на околиці Києва.

## Пам'ять
У 2021 його доля представлена на фотодокументальній виставці про репресованих театральних діячів «Імена, викреслені з афіш», що експонується при вході на територію Національного історико-меморіального заповідника «Биківнянські могили».